# Sakigake!! Cromartie Kōkō
Sakigake!! Cromartie Koko (яп. 魁!!クロマティ高校, Sakigake!! Kuromati Kōkō, англ. Cromartie High School) — японська манґа Нонаки Ейджі, яка видавалася видавництвом Kodansha у журналі Weekly Shonen Magazine з 2 серпня 2000 до 31 травня 2006 року. Сюжет манґи обертається довкола учнів-хуліганів старшої школи Кроматі. За манґою студією Production I.G був створений аніме-серіал, який транслювався з 2 жовтня 2003 до 25 березня 2004 року.

## Сюжет
Відмінник Каміяма Такаші вступає до старшої школи Кроматі, яка сумнозвісно відома тим, що в ній навчаються найгірші хулігани. Завоювавши авторитет серед інших учнів, він згодом з'ясовує, що в цій школі також навчаються: чоловік, що дуже схожий на Фреді Мерк'юрі, справжня горила та навіть робот. А невдовзі головний герой стикається з новими дивними подіями, що відбуваються в цій старшій школі.

## Персонажі
Такаші Каміяма (яп. 神山高志, Kamiyama Takashi)
Сейю: Сакурай Такахіро
Головний герой. Відмінник, до вступу в Кроматі навчався в престижній школі. Має бажання змінити Кроматі на краще зсередини.
Шінджіро Хаяшіда (яп. 林田慎二郎, Hayashida Shinjirō)
Сейю: Судзукі Такума
Однокласник Каміями з ірокезом на голові. Перший друг головного героя в цій школі. Має дуже низький рівень знань.
Акіра Маеда (яп. 前田彰, Maeda Akira)
Сейю: Інада Тецу
Хуліган з Кроматі. Хоча він стверджує, що не програвав ні однієї битви, інші учні не визнають його та ігнорують, тому що у нього немає крутого прізвиська. Його часто викрадають хулігани із старшої школи Басс. Незважаючи на заперечення самого Акіри, у нього вдома проводяться зібрання хуліганів старшої школи Кроматі. Дуже раціональний порівняно з рештою персонаж.
Такеші Хокуто (яп. 北斗武士, Hokuto Takeshi)
Сейю: Морі Норіхіса
Хлопець з багатої родини. Мав намір встановити контроль над усіма старшими школами компанії його батька, проте помилково вступив до муніципальної старшої школи Кроматі.
Прислужник Хокуто (яп. 北斗の子分, Hokuto no kobun)
Сейю: Акіо Суяма
Вступив до Кроматі разом з Хокуто. Його ім'я залишається нікому невідомим, а кожна його спроба представитися переривається черговою абсурдною ситуацією.
Масукудо Такеноучі (яп. マスクド竹之内, Masukudo Takenouchi)
Сейю: Курода Такая
Намагався зі спільником викрасти літак, на якому учні Кроматі мали намір летіти до Кюсю на екскурсію. Ютака Такеноучі випадково став їхнім співучасником і під метушні викрадений літак з Ютакою вирушив до США, а Масукудо залишився в Японії і став навчатися в Кроматі, почавши видавати себе за Ютаку. Хоча його обличчя приховане реслінгською маскою, інші учні Кроматі не сумніваються в тому, що він є Ютакою.
Шін'їчі Мекадзава (яп. メカ沢新一, Mekazawa Shin'ichi)
Сейю: Вакамото Норіо
Робот, один з найвідоміших хуліганів у Кроматі. Деякі з персонажів здогадуються, що він робот, проте більшість людей, як і сам Шін'їчі, цього не помічають. Не розуміється на техніці.
Ютака Такеноучі (яп. 竹之内 豊, Takenouchi Yutaka)
Сейю: Найто Рьо
Ватажок першокласників старшої школи Кроматі. Має славу чудового бійця, проте йому доводиться приховувати від решти те, що він постійно страждає від закачування. Хоча йому важко пересуватися транспортом, Ютака полюбляє подорожувати.
Нобору Ямаґучі (яп. 山口ノボル, Yamaguchi Noboru)
Сейю: Кадзама Юто
Ватажок першокласників старшої школи Дестраде. Постійно виглядає дуже серйозним, через що його товариші вважають, що він ненавидить жарти, проте насправді Ямаґучі любить витончений гумор і негативно ставиться до поверхневих жартів, які подобаються його приятелям. Має бажання бути коміком, однак переймається, що це може завдати удару по його статусу лідера.
Фредді (яп. フレディ, Furedi)
Чоловік, що дуже схожий на Фредді Мерк'юрі. Не розмовляє, проте здатний співати.
Горила (яп. ゴリラ, Gorira)
Примат, що навчається в старшій школі.

## Манґа
Манґа створена манґакою Нонакою Ейджі і виходила у журналі Weekly Shonen Magazine видавництва Kodansha з 2 серпня 2000 до 31 травня 2006 року. Перший том манґи вийшов 14 лютого 2001 року, а останній, 17-й том, опублікований 14 липня 2006 року.
Крім того, у 2005—2007 роках компанією ADV Manga у Північній Америці були опубліковані англійською мовою 12 з 17 томів манґи.

### Список томів
| №  | Дата виходу       | ISBN                   |
| -- | ----------------- | ---------------------- |
| 1  | 14 лютого 2001    | ISBN 978-4-06-312942-7 |
| 2  | 13 липня 2001     | ISBN 978-4-06-312998-4 |
| 3  | 14 листопада 2001 | ISBN 978-4-06-313048-5 |
| 4  | 15 травня 2002    | ISBN 978-4-06-363110-4 |
| 5  | 13 вересня 2002   | ISBN 978-4-06-363149-4 |
| 6  | 14 лютого 2003    | ISBN 978-4-06-363204-0 |
| 7  | 13 вересня 2003   | ISBN 978-4-06-363287-3 |
| 8  | 17 листопада 2003 | ISBN 978-4-06-363310-8 |
| 9  | 17 березня 2004   | ISBN 978-4-06-363344-3 |
| 10 | 15 липня 2004     | ISBN 978-4-06-363399-3 |
| 11 | 17 листопада 2004 | ISBN 978-4-06-363448-8 |
| 12 | 17 лютого 2005    | ISBN 978-4-06-363483-9 |
| 13 | 17 червня 2005    | ISBN 978-4-06-363538-6 |
| 14 | 17 серпня 2005    | ISBN 978-4-06-363561-4 |
| 15 | 17 листопада 2005 | ISBN 978-4-06-363594-2 |
| 16 | 17 березня 2006   | ISBN 978-4-06-363638-3 |
| 17 | 14 липня 2006     | ISBN 978-4-06-363690-1 |

## Аніме

### Історія створення
Аніме-серіал на основі манґи створений студією Production I.G. Режисер — Сакурай Хіроакі, дизайн персонажів — Онджі Масаюкі, музикальний супровід — Сума Куніо. Загалом містить 26 серій, кожна тривалістю 12 хвилин. Опенінг — пісня «Jun» (яп. 純) співака Йошіди Такуро. Серіал має два ендинги: «Trust me» (яп. トラスト・ミー, torasuto mī, основний ендинг) гурту Bi Kyo Ran та «Cromartie kōkō kōka» (яп. クロマティ高校校歌, Kuromati kōkō kōka) виконавця Санплаза Нанако.

### Показ та продажі
Серіал транслювався в Японії з 2 жовтня 2003 до 25 березня 2004 року в телевізійній мережі TV Tokyo.
Аніме-серіал був ліцензований компаніями Discotek Media та ADV Films, які видавали його англійською мовою. За межами Японії серіал демонструвався в мережах Rockworld TV та Anime Network. Крім того, серіал доступний для перегляду онлайн в оригіналі та англійською мовою на вебплатформі Crunchyroll.
У 2004 році компанією Bandai Visual серіал випущено в Японії на 5 DVD-томах. Перший том вийшов 25 лютого 2004 року, останній том з'явився 25 червня 2004 року.

### Список серій
| №  | Назва серії | Дата виходу       |
| -- | ----------- | ----------------- |
| 1  |             | 2 жовтня 2003     |
| 2  |             | 9 жовтня 2003     |
| 3  |             | 16 жовтня 2003    |
| 4  |             | 23 жовтня 2003    |
| 5  |             | 30 жовтня 2003    |
| 6  |             | 6 листопада 2003  |
| 7  |             | 13 листопада 2003 |
| 8  |             | 20 листопада 2003 |
| 9  |             | 27 листопада 2003 |
| 10 |             | 4 грудня 2003     |
| 11 |             | 11 грудня 2003    |
| 12 |             | 18 грудня 2003    |
| 13 |             | 25 грудня 2003    |
| 14 |             | 8 січня 2004      |
| 15 |             | 15 січня 2004     |
| 16 |             | 22 січня 2004     |
| 17 |             | 29 січня 2004     |
| 18 |             | 5 лютого 2004     |
| 19 |             | 12 лютого 2004    |
| 20 |             | 19 лютого 2004    |
| 21 |             | 26 лютого 2004    |
| 22 |             | 4 березня 2004    |
| 23 |             | 11 березня 2004   |
| 24 |             | 18 березня 2004   |
| 25 |             | 25 березня 2004   |
| 26 |             | 25 березня 2004   |

### Саундтрек
Саундтрек аніме-серіалу виданий в Японії в 2004 році компанією King Records на двох CD-дисках.
Автор музики Bi Kyo Ran. 
| Диск 1 | Диск 1                                      | Диск 1     |
| #      | Назва                                       | Тривалість |
| ------ | ------------------------------------------- | ---------- |
| 1.     | «Trust Me part 1» (トラスト・ミー part 1)   |            |
| 2.     | «Machi no Hikari» (街の光)                  |            |
| 3.     | «Gentle Mind» (ジェントルマインド)          |            |
| 4.     | «Higurashi»                                 |            |
| 5.     | «Freddie no Theme» (フレディのテーマ)       |            |
| 6.     | «Hageshii Peer Gynt» (激しいペールギュント) |            |
| 7.     | «Square Moon» (スクエアムーン)              |            |
| 8.     | «Life on the Earth 1»                       |            |
| 9.     | «Mechazawa Minimal» (メカ沢ミニマル)        |            |
| 10.    | «Mogura» (もぐら)                           |            |
| 11.    | «Nazo no Bridge 2» (謎のブリッジ 2)         |            |
| 12.    | «Pootan no Theme» (プータンのテーマ)        |            |
| 13.    | «Trust Me part 2» (トラスト・ミー part 2)   |            |
| 14.    | «Go NorthWest Go»                           |            |
| 15.    | «Africa Kalimba» (アフリカカリンバ)         |            |
| 16.    | «Pierrot» (ピエロ)                          |            |
| 17.    | «Kumo no Ito» (くもの糸)                    |            |
| 18.    | «mechazawa Hi-Speed»                        |            |
| 19.    | «Sokkyou 3» (即興 3)                        |            |
| 20.    | «Nemuri no Fuchi» (眠りの淵)                |            |
| 21.    | «Sokkyou 1» (即興 1)                        |            |
| 22.    | «Seiya» (聖夜)                              |            |
| 23.    | «Trust Me part 3» (トラスト・ミー part 3)   |            |

| Диск 2 | Диск 2                                                          | Диск 2     |
| #      | Назва                                                           | Тривалість |
| ------ | --------------------------------------------------------------- | ---------- |
| 1.     | «Square Moon (Vocal version)» (スクエアムーン（Vocal version）) |            |
| 2.     | «Matsuri» (祭り)                                                |            |
| 3.     | «Hoshi ga Dossari na Yoru» (星がどっさりな夜)                   |            |
| 4.     | «Aoru Bridge 1» (煽るブリッジ 1)                                |            |
| 5.     | «Sokkyou 2» (即興 2)                                            |            |
| 6.     | «Pootan no Theme 1» (プータンのテーマ 1)                        |            |
| 7.     | «mechazawa Hi-Speed（instrumental）»                            |            |
| 8.     | «Life on the Earth 2»                                           |            |
| 9.     | «Aoru Bridge 2» (煽るブリッジ 2)                                |            |
| 10.    | «Mimizu (vocal version)» (ミミズ（Vocal version）)              |            |
| 11.    | «Concerto Silent»                                               |            |
| 12.    | «Nazo no Bridge 1» (謎のブリッジ 1)                             |            |
| 13.    | «Troy»                                                          |            |
| 14.    | «Cymotron» (サイモトロン)                                       |            |
| 15.    | «Concerto Impro 2»                                              |            |
| 16.    | «Aoru Bridge 3» (煽るブリッジ 3)                                |            |
| 17.    | «Dead Ball» (デッドボール)                                      |            |
| 18.    | «Sorosoro» (そろそろ)                                           |            |
| 19.    | «Keikoku» (警告（ボーナストラック）)                            |            |

## Пов'язані продукти

### Відеогра
4 березня 2004 року компанією Hudson Soft була видана відеогра під назвою «Sakigake!! Cromartie Koko: Kore wa Hyotto Shite Game Nano ka!? Hen» (яп. 魁！！クロマティ高校 ～これはひょっとしてゲームなのか！？編～) для PlayStation 2.

### Ігровий фільм
За манґою 23 липня 2005 року випущений ігровий фільм під назвою Sakigake!! Cromartie Kōkō The Movie (яп. 魁!! クロマティ高校 THE★MOVIE, Sakigake!! Kuromati Kōkō The Movie), режисер — Ямаґучі Юдай.

### Сиквел
Спін-оф сиквел основної манґи під назвою «Cromartie Kōkō Shokuinshitsu» почав виходити 27 жовтня 2018 року. Сюжет нової манґи обертається довкола вчителів старшої школи Кроматі.

## Сприйняття

### Манґа
У 2002 році манґу нагороджено 26-ою премією манґи Kodansha в категорії сьоненів.